# Montpon-Ménestérol
Montpon-Ménestérol là một xã, nằm ở Dordogne trong vùng Aquitaine của Pháp.

## Thông tin nhân khẩu
| Năm    | 1962  | 1968  | 1975  | 1982  | 1990  | 1999  | 2005  |
| ------ | ----- | ----- | ----- | ----- | ----- | ----- | ----- |
| Dân số | 5 526 | 5 863 | 5 939 | 5 742 | 5 481 | 5 385 | 5 585 |